# Rued Langgaard
Rud Immanuel Langgaard (28. července 1893 Kodaň – 10. července 1952 Ribe) byl dánský hudební skladatel pozdního romantismu a varhaník. Jeho hudba byla v rozporu s tehdejšími konvencemi a její význam byl doceněn až 16 let po jeho smrti.

## Život
Narodil se v Kodani, byl jediným synem skladatele a hudebníka Royal Chamber Siegfrieda Langgaarda (1852–1914) a Emmy Langgaardové (rozené Foss, 1861–1926). Oba rodiče byli klavíristé.
Ve věku pěti let se se svou matkou začal učit hrát na klavír, později se svým otcem a u soukromého učitele. Jeho talent se rychle projevil a už v sedmi letech byl schopen zahrát Schumannovy Davidsbündlertänze nebo Chopinovy mazurky. Ve stejném období začal také psát krátké kusy pro klavír a hrát na varhany. V deseti letech začal studovat varhanní hru pod vedením Gustava Helsteda, varhaníka z kodaňského kostela Jesuskirken a hru na housle s Chr. Petersenen, dřívějším členem Royal Orchestra.
V jedenácti letech prvně vystoupil veřejně jako varhaník a varhanní improvizátor, a to na koncertu v známém kodaňském kostele Frederiks Kirke. Ve věku 12 let začal studovat hudební teorii pod vedením dánského skladatele Ch. F. E. Hornemana a později s Vilhelmem Rosenbergem.
Jeho první skladby, dva klavírní kusy a dvě písně, byly publikovány, když měl 13 let a právě se přibližně měsíc učil kontrapunktu u věhlasného skladatele Carla Nielsena. O rok později byla jeho sborová práce Musae triumphantes uvedena na koncertu v Kodani, díky čemu jej jako skladatele spoznala hudební veřejnost. Během jeho dospívání nadále komponoval a kolem Vánoc a Silvestra cestoval společně se svými rodiči, potkajíc dirigenty Arthura Nikische a Maxe Fiedlera.
Když měl 18 let, sloužil jako pomocný varhaník v kodaňském kostele Frederiks Kirke. O rok později, v roce 1913, jeho Symfonie č. 1 „Hořské pastorále“ v nastudování Berlínských filharmoniků pod taktovkou Maxe Fiedlera sklidila na koncertu v Berlíně první úspěchy.
V roce 1914 mu zemřel otec, pak v letech 1915 až 1917 působil jako pomocný varhaník v kodaňském kostele Garnisons Kirke. Od roku 1917 se neúspěšně ucházel o místo varhaníka v několika kodaňských kostelech. V roce 1922 se k němu a jeho matce přistěhovala mladá dívka jménem Valborg Constance Olivia Tetens (známá pouze jako Constance). V roce 1926 umírá jeho matka a následujícího roku se Langgaard a Constance vzali.
Ačkoli skladatel už od věku svých třiceti let pobíral státní podporu, jeho práce a také žádosti o zaměstnání byly téměř neustále odmítány. Teprve ve svých 46 letech se mu podařilo získat stálé zaměstnání coby varhaník v katedrále v Ribe, nejstarším městě Dánska.
Zemřel krátce před svými devětapadesátými narozeninami, přičemž jeho dílo nebylo až do jeho smrti hudebně doceněno.